# Дятел-смугань панамський
Дятел-смуга́нь панамський (Piculus callopterus) — вид дятлоподібних птахів родини дятлових (Picidae). Це рідкісний вид, ендемік Панами. Раніше вважався підвидом білогорлого дятла-смуганя.

## Опис
Довжина птаха становить 18 см. У самців верхня частина тіла оранжево-коричнева, надхвістя оливково-жовтувате, розділене смугою на дві частини, груди і горло оливкові, поцятковані білими плямами, нижня частина тіла тьмяно-жовта. Тім'я, потилиця і лоб яскраво-червоні, на щоках білі смуги. Самиці мають подібне забарвлення, однак потилиця і лоб у них темно-сірі і лише тім'я червоне.

## Поширення і екологія
Панамські дятли-смугані живуть в рівнинних тропічних лісах, зустрічаються на висоті від 300 до 900 м над рівнем моря.

## Збереження
МСОП класифікує цей вид як такий, що не потребує особливих заходів зі збереження. За оцінками дослідників, популяція панамських дятлів-смуганів становить від 20 до 50 тисяч птахів.